# 布料厅 (伊珀尔)
伊珀尔布料厅（荷蘭語：Lakenhalle）是比利时西佛兰德省伊珀尔的一座大型中世纪商业建筑。它是中世纪最大的商业建筑之一，曾是该市繁荣的布业的主要市场和仓库。原来的建筑主要建于13世纪，1304年完成，在第一次世界大战中沦为废墟。在1933-1967年之间，该建筑按战前原样重建。布料厅高70米的钟楼，令人回想起这座中世纪贸易城市的重要性和富裕。